# UNC119
UNC119 (англ. Unc-119 lipid binding chaperone) – білок, який кодується однойменним геном, розташованим у людей на короткому плечі 17-ї хромосоми. Довжина поліпептидного ланцюга білка становить 240 амінокислот, а молекулярна маса — 26 962.
| 10         |  | 20         |  | 30         |  | 40         |  | 50         |
| ---------- |  | ---------- |  | ---------- |  | ---------- |  | ---------- |
| MKVKKGGGGA |  | GTATESAPGP |  | SGQSVAPIPQ |  | PPAESESGSE |  | SEPDAGPGPR |
| PGPLQRKQPI |  | GPEDVLGLQR |  | ITGDYLCSPE |  | ENIYKIDFVR |  | FKIRDMDSGT |
| VLFEIKKPPV |  | SERLPINRRD |  | LDPNAGRFVR |  | YQFTPAFLRL |  | RQVGATVEFT |
| VGDKPVNNFR |  | MIERHYFRNQ |  | LLKSFDFHFG |  | FCIPSSKNTC |  | EHIYDFPPLS |
| EELISEMIRH |  | PYETQSDSFY |  | FVDDRLVMHN |  | KADYSYSGTP |  |            |

A: Аланін

C: Цистеїн

D: Аспарагінова кислота

E: Глутамінова кислота

F: Фенілаланін

G: Гліцин

H: Гістидин

I: Ізолейцин

K: Лізин

L: Лейцин

M: Метіонін

N: Аспарагін

P: Пролін

Q: Глутамін

R: Аргінін

S: Серин

T: Треонін

V: Валін

Кодований геном білок за функцією належить до фосфопротеїнів. 
Задіяний у таких біологічних процесах, як транспорт, транспорт білків, ендоцитоз, альтернативний сплайсинг. 
Білок має сайт для зв'язування з ліпідами. 
Локалізований у цитоплазмі, цитоскелеті.